# Siiri Rantanen
Siiri Johanna Rantanen (Tohmajärvi, 14 december 1924 – Lahti, 5 mei 2023) was een Fins langlaufster. 

## Carrière
Rantanen won tijdens het olympische debuut van langlaufen voor vrouwen in 1952 de bronzen medaille op het enige onderdeel, de 10 kilometer. Rantanen won tijdens de Olympische Winterspelen 1956 de gouden medaille in de estafette. Vier jaar later in het Amerikaanse Squaw Valley won Rantanen de bronzen medaille op de estafette.
Rantanen werd in totaal viermaal verkozen tot sportvrouw van het jaar in Finland.
Rantanen werd 98 jaar oud.

## Belangrijkste resultaten

### Olympische Winterspelen
| Editie | Plaats            | Resultaten            |
| ------ | ----------------- | --------------------- |
| 1952   | Oslo              | 10 km                 |
| 1956   | Cortina d'Ampezzo | 5e 10 km · estafette  |
| 1960   | Squaw Valley      | 15e 10 km · estafette |

### Wereldkampioenschappen langlaufen
| Jaar | Plaats            | Resultaten            |
| ---- | ----------------- | --------------------- |
| 1952 | Oslo              | 10 km                 |
| 1954 | Falun             | 10 km · estafette     |
| 1956 | Cortina d'Ampezzo | 5e 10 km · estafette  |
| 1958 | Lahti             | 10 km · estafette     |
| 1960 | Squaw Valley      | 15e 10 km · estafette |
| 1962 | Zakopane          | estafette             |